# Jeffersons Handelsembargo

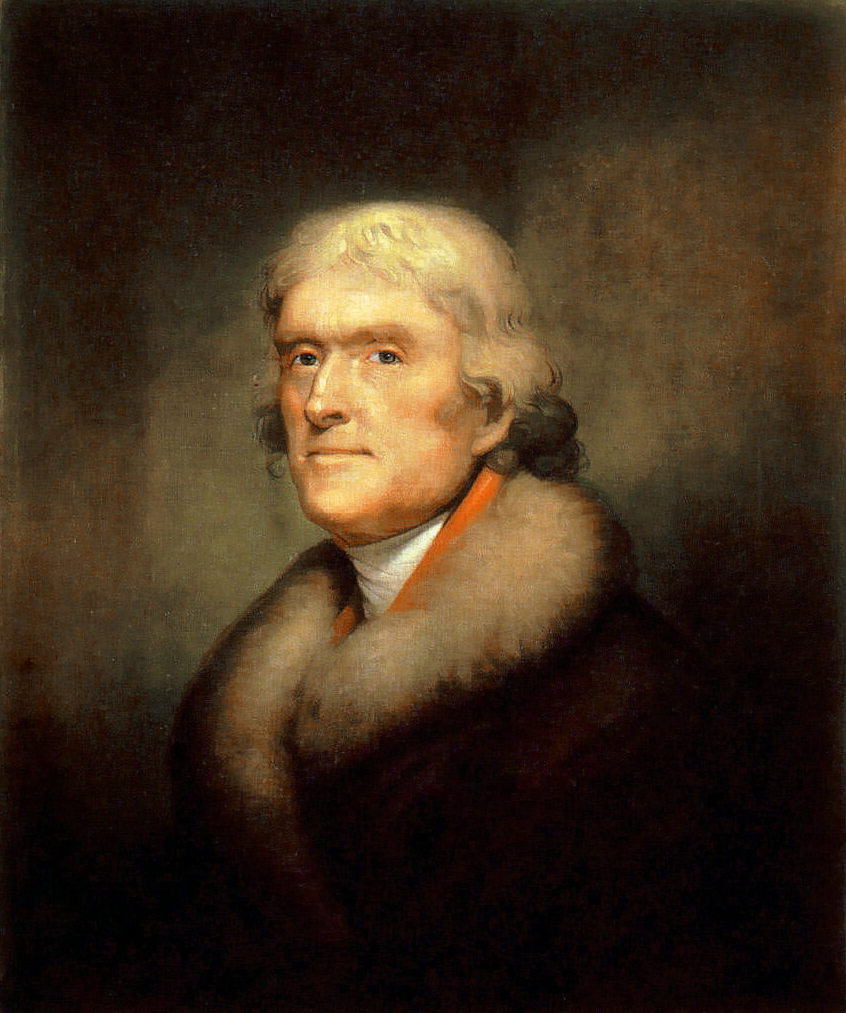
US-Präsident von 1801 bis 1809: Thomas Jefferson

Das Jefferson-Handelsembargo von 1806 bis 1810 umfasste eine Vielzahl von Gesetzen zur Beschränkung des Handels zwischen den Vereinigten Staaten und der restlichen Welt. Der amerikanische Präsident Thomas Jefferson zielte mit dieser Handelsblockade hauptsächlich auf das Vereinigte Königreich und Frankreich ab.
Zu jener Zeit lagen die Staaten Europas im Krieg (vergleiche Koalitionskriege). Die Vereinigten Staaten galten in diesem Krieg als neutrale Nation. Dennoch wurden Schiffe, die unter amerikanischer Flagge segelten, von britischen und französischen Kriegsschiffen durchsucht und teilweise auch gekapert. Nachdem schon George Washington in der Citizen-Genêt-Affäre und John Adams in der XYZ-Affäre Kriege mit dem Vereinigten Königreich bzw. Frankreich abgewendet hatten, reagierte auch Jefferson auf diese Angriffe nicht mit einer unmittelbaren Kriegserklärung, sondern er versuchte, durch ein Handelsembargo Großbritannien und Frankreich zur Respektierung der Neutralität der Vereinigten Staaten zu zwingen.
Die Embargogesetze wurden im Laufe der Jahre 1806–1810 aufgrund ihrer Fehler und Schlupflöcher nach und nach modifiziert. Die gewünschte positive Wirkung eines Handelsembargos blieb jedoch aus, und in der Folge erklärten die Vereinigten Staaten unter Präsident James Madison im Jahr 1812 Großbritannien den Krieg (vergleiche Britisch-Amerikanischer Krieg).

## Ausgangssituation
1792 brach Krieg zwischen Frankreich und Österreich aus, dieser dauerte (bis auf zwei kurze Unterbrechungen) von 1792 bis 1815 und bezog im Laufe der Zeit ganz Europa mit ein. In diesem Krieg zeigte sich schnell die Seeüberlegenheit der britischen Marine, die besonders Frankreich und dessen Verbündete aus den Weltmeeren verwies. Diese Verdrängung Frankreichs als Handelsnation und die Konzentration Europas auf die gegenseitigen Streitigkeiten führten dazu, dass die amerikanische Handelsschifffahrt zunehmend an Bedeutung gewinnen konnte. Lebensmittel, wie etwa Weizen, aber auch Leder, Tabak und Wolle wurden mehr und mehr aus den Vereinigten Staaten nach Europa verschifft. So stieg der registrierte Schiffsraum für den Außenhandel von 123.893 Bruttoregistertonnen im Jahr 1789 auf 981.000 Bruttoregistertonnen im Jahr 1810. Die Einfuhr durch amerikanische Schiffe erhöhte sich im selben Zeitraum von 17,5 Prozent auf 93 Prozent und die Ausfuhr mittels amerikanischer Schiffe von 30 auf 90 Prozent.

## Ursachen
Die Verletzung der amerikanischen Neutralität im Hinblick auf den Krieg in Europa und die Erschwerung des amerikanischen Handels mit Europa gelten als Ursache für das von Jefferson verhängte Handelsembargo.
Amerikanische Seerechte – und damit auch die Neutralität der Vereinigten Staaten – wurden dabei in besonderem Maße von Großbritannien verletzt.

### Desertationen aus der britischen Marine
Sehr viele britische Seeleute desertierten zur Zeit der Koalitionskriege aus der britischen Kriegs- und Handelsmarine. Grund für diese Desertationen war vor allem eine schlechte Behandlung und Bezahlung auf britischen Schiffen. Die geflüchteten britischen Seeleute heuerten vorwiegend auf amerikanischen Schiffen an, da in den Vereinigten Staaten seit 1790 eine Seemannsordnung galt, die Kapitänen eine gute Behandlung und Bezahlung ihrer Crew vorschrieb und Missachtungen unter Strafe stellte. Im Gegenzug waren auch die Seeleute an diese Seemannsordnung gebunden, so wurde bei unerlaubtem Verlassen des Schiffes deren Heuer verlustig erklärt und es erfolgte eine zwangsweise Rückbringung an Bord. Je weiter der Krieg in Europa voranschritt, desto höher wurde die Zahl der Deserteure auf britischer Seite. Es wird davon ausgegangen, dass es sich um circa 2.500 Deserteure jährlich handelte. Insgesamt belief sich die Zahl britischer Seeleute auf amerikanischen Schiffen laut der britischen Regierung im Jahr 1812 auf circa 20.000.
Die Vereinigten Staaten bürgerten eine Vielzahl dieser Seeleute ein und stellten diese damit unter den Schutz der amerikanischen Verfassung. Großbritannien hingegen vertrat die Ansicht, dass eine Einbürgerung dieser Personen in das amerikanische System nicht möglich sei, da man die Staatsbürgerschaft nicht wechseln könne und für immer Engländer bliebe. Großbritannien führte seit 1793 Zwangsrekrutierungen auf den Weltmeeren durch, das heißt, Deserteure wurden bei Durchsuchungen auf fremden Schiffen ergriffen und in die britische Marine zurückgeholt. Ein Grund für diese Zwangsrekrutierungen bestand darin, dass der Marine durch die Kriegsfolgen zunehmend Männer für die Besatzung der Schiffe fehlten. Schiffe unter amerikanischer Flagge wurden besonders intensiv durchsucht.
Ein britischer Kommandeur erklärte 1797:
Its my duty to keep my Ship manned, and I will do so wherever I find men that speak the same language with me. (Es ist meine Pflicht, mein Schiff bemannt zu halten, und das werde ich überall dort tun, wo ich Männer finde, die dieselbe Sprache mit mir sprechen.)
Die Vereinigten Staaten verstanden diese Maßnahme Großbritanniens als Verletzung der amerikanischen Souveränität, da man der Ansicht war, dass unter amerikanischer Flagge fahrende Schiffe auch unter amerikanischem Schutz stünden.
Großbritannien hingegen erklärte, dass diese Doktrin nicht für die private Schifffahrt gelte und beanspruchte damit das Recht, auch amerikanische Handelsschiffe nach Deserteuren zu durchsuchen.
Zwischen 1793 und 1812 wurden rund 10.000 Seeleute durch die britische Marine von amerikanischen Schiffen zwangsrekrutiert.

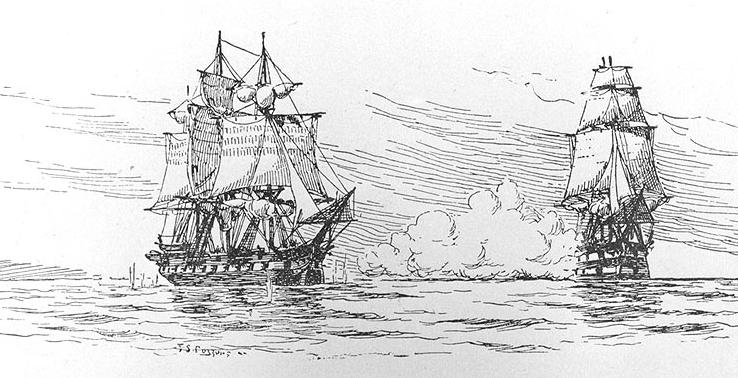
Angriff der HMS Leopard auf die USS Chesapeake 1806

### Chesapeakeaffäre 1807
Hauptartikel: Chesapeake (Schiff, 1800)
Ein besonderes Ereignis in der Zeit dieser Zwangsrekrutierungspolitik stellte die Chesapeake-Leopard-Affäre dar, bei der die amerikanische Fregatte Chesapeake vom britischen Kriegsschiff Leopard vor der Küste Virginias angegriffen wurde. Nachdem Kommodore Barron von der Chesapeake dem britischen Kapitän Salusbury P. Humphreys mitteilte, dass er eine Durchsuchung seines Schiffes im Hinblick auf desertierte Seeleute nicht zulassen werde, eröffnete die Leopard das Feuer auf die Chesapeake. Nach drei Breitseiten der Leopard auf die Chesapeake war die nicht auf einen Seekampf vorbereitete Fregatte kampfunfähig.
Aufgrund des Beschusses starben drei Seeleute der Chesapeake, weitere 18 wurden verwundet, darunter auch Kommodore Barron.

Aufgrund der Kampfunfähigkeit konnten britische Besatzungsmitglieder nun problemlos auf die Chesapeake übersetzen und diese nach Deserteuren absuchen. Gefunden wurden vier vermeintliche Deserteure, die dann auch umgehend auf die Leopard gebracht wurden.
Dabei war allerdings nur eine dieser gefangengenommenen Personen ein in Großbritannien geborener Seemann, die restlichen drei Seeleute waren zwar in den Vereinigten Staaten geboren, wurden jedoch festgenommen, da sie kurzzeitig in der britischen Navy gedient hatten.
Dieser Angriff und die Gefangennahme amerikanischer Staatsbürger direkt vor der amerikanischen Küste rief große Empörung unter der Bevölkerung der Vereinigten Staaten hervor. Eine randalierende Menschenmasse zerstörte in Lynnhaven Bay darauf Wassertanks, die dazu dienten die Reserven britischer Schiffe wieder aufzufüllen. Außerdem verbot Präsident Thomas Jefferson das Einlaufen britischer Kriegsschiffe in amerikanische Gewässer und forderte Reparation für den Angriff auf die Chesapeake.

### Britische Blockaden und Französische Dekrete

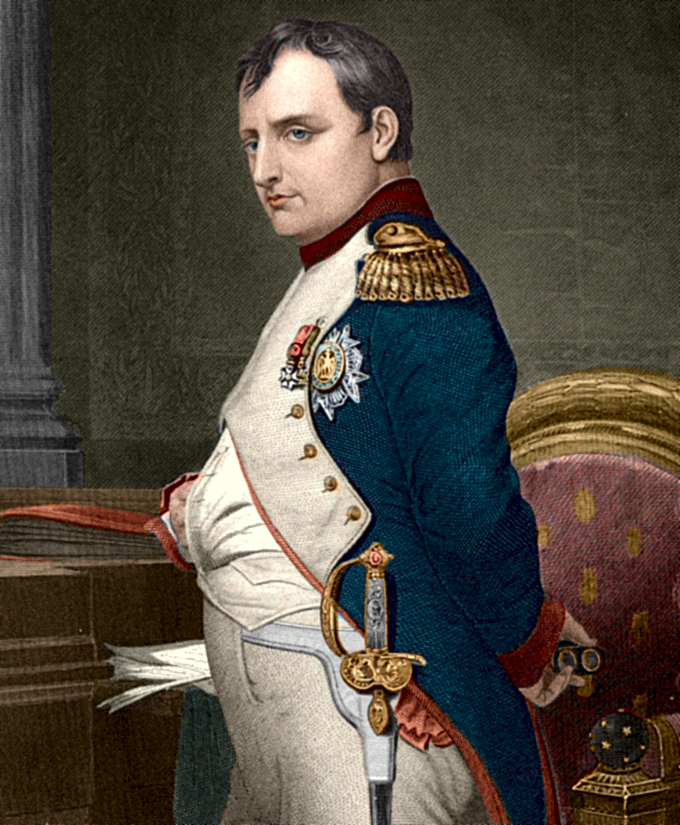
Napoleon Bonaparte: Französischer Konsul und Kaiser

Nicht nur Großbritannien, sondern auch Frankreich verletzte zu dieser Zeit amerikanische Rechte im Seehandel. So erließ Napoleon Bonaparte mehrere Dekrete, in denen er den Handel mit Großbritannien und dessen Verbündeten verbot. Diese Dekrete waren jeweils Verschärfungen der Kontinentalsperre, die Napoleon Bonaparte über Großbritannien verhängt hatte. Sie galten jeweils als Antwort auf die Erklärung Großbritanniens, eine Seeblockade über Europa zu verhängen. So reagierte Napoleon Bonaparte auf die Erklärung über die Blockade Europas mit dem Berliner Dekret, einer Verschärfung der Kontinentalsperre und aufgrund der Verschärfung der Seeblockade durch Großbritannien erließ er das Mailänder Dekret.
Beide Entwicklungen, sowohl die britische Seeblockade als auch die französischen Dekrete, verletzten in zunehmendem Maße die amerikanischen Handelsrechte, da nun ein freier Handel nicht mehr möglich war.

## Verlauf

### Der Non-Importation Act
Im Mai 1806 erließ Großbritannien eine Seeblockade von der Elbe bis nach Brest, auf welche Napoleon Bonaparte am 21. November 1806 mit dem Berliner Dekret antwortete, in dem er sämtliche britische Häfen als geschlossen erklärte.
Am 18. April 1806 wurde der Non-Importation Act im amerikanischen Kongress beschlossen. Dieses Gesetz bestimmte, dass verschiedene britische Güter nicht mehr in die Vereinigten Staaten eingeführt werden durften, solange diese Zwangsrekrutierungen auf amerikanischen Schiffen durchführten und damit die amerikanische Souveränität und Neutralität auf Hoher See verletzen.
Inkrafttreten sollte dieses Gesetz jedoch erst im November 1806, da man der britischen Seite noch die Möglichkeit geben wollte, in zu dieser Zeit laufende Verhandlungen über die Zwangsrekrutierungen einzulenken und diese damit einzuschränken. Diese Verhandlungen scheiterten jedoch, so dass am 15. November 1806 der Non-Importation Act in Kraft trat.
Dies war der erste Versuch von Präsident Thomas Jefferson, die Konflikte mit Großbritannien gewaltfrei und ökonomisch zu lösen.

### Der Embargo Act
Großbritannien verschärfte die Seeblockade im Januar 1807, ließ den freien Handel mit Frankreich und dessen Verbündeten und allen Kriegsgegnern Großbritanniens unter Strafe stellen und drohte mit der Konfiszierung der Schiffe und Waren. Neutrale Nationen sollten erst britische Häfen anlaufen und dort Zölle auf ihre Waren zahlen, erst danach durften sie andere Häfen anfahren. Napoleon Bonaparte antwortete darauf mit dem Mailänder Dekret, das alle Schiffe, die diese britischen Regeln befolgten, zur Kaperung freigab.
Der Angriff auf die Chesapeake vor der Küste Virginias am 22. Juni 1807 galt als einer der Hauptauslöser für die folgenden Embargogesetze.
Am 18. Dezember 1807 erließ der Senat der Vereinigten Staaten den Embargo Act, der den Non-Importation Act ablöste. Ab sofort war nicht nur der Handel mit Großbritannien beschränkt, sondern es wurden auch sämtliche amerikanischen Häfen für den Außenhandel geschlossen. Mit Inkrafttreten des Gesetzes am 22. Dezember 1807 war für amerikanische Schiffe nur noch der Küstenhandel erlaubt. Die Vereinigten Staaten waren ab diesem Zeitpunkt ermächtigt, die Schiffe und die Fracht derjenigen Gesetzesbrecher zu konfiszieren, die Schwarzhandel mit anderen Nationen betrieben.
Es musste zudem präventiv eine Sicherheit in Höhe der doppelten Schiffs- und Frachtmenge für eventuelle spätere Streitigkeiten hinterlegt werden.

### Die Verschärfung des Embargo Acts
Der Embargo Act wurde am 9. Januar 1808 mit weiteren Bestimmungen verschärft, die im so genannten Supplementary Act verankert waren. Zum Beispiel wurden Schlupflöcher gestopft, da bislang Küstenschiffe, Fischerboote und Walfänger eine doppelte Sicherheit ihres Wertes nicht hinterlegen mussten.
Im März 1808 erfolgte eine weitere Verschärfung der Regeln des Embargo Acts, so wurde zu dieser Zeit sämtlicher Export von jeder Art Gütern, sowohl per Land als auch per See, verboten.
Weiterhin erhielt Präsident Jefferson weitergehende Befugnis, über Ausnahmen der Aus- und Einfuhr zu entscheiden.
Später wurde eine weitere Veränderung vorgenommen (so genannter Enforcement Act). Demnach durften nur noch lizenzierte Schiffe Küstenhandel betreiben, diese mussten zudem auch jederzeit Papiere über ihre Fracht mitführen, die den Herkunftsort und den Zielort dieser Fracht angaben. Die amerikanischen Häfen wurden dazu autorisiert, die Fracht zu konfiszieren, sofern gegen die Bestimmungen des Embargos verstoßen wurde.

### Die Aufhebung des Embargo Acts

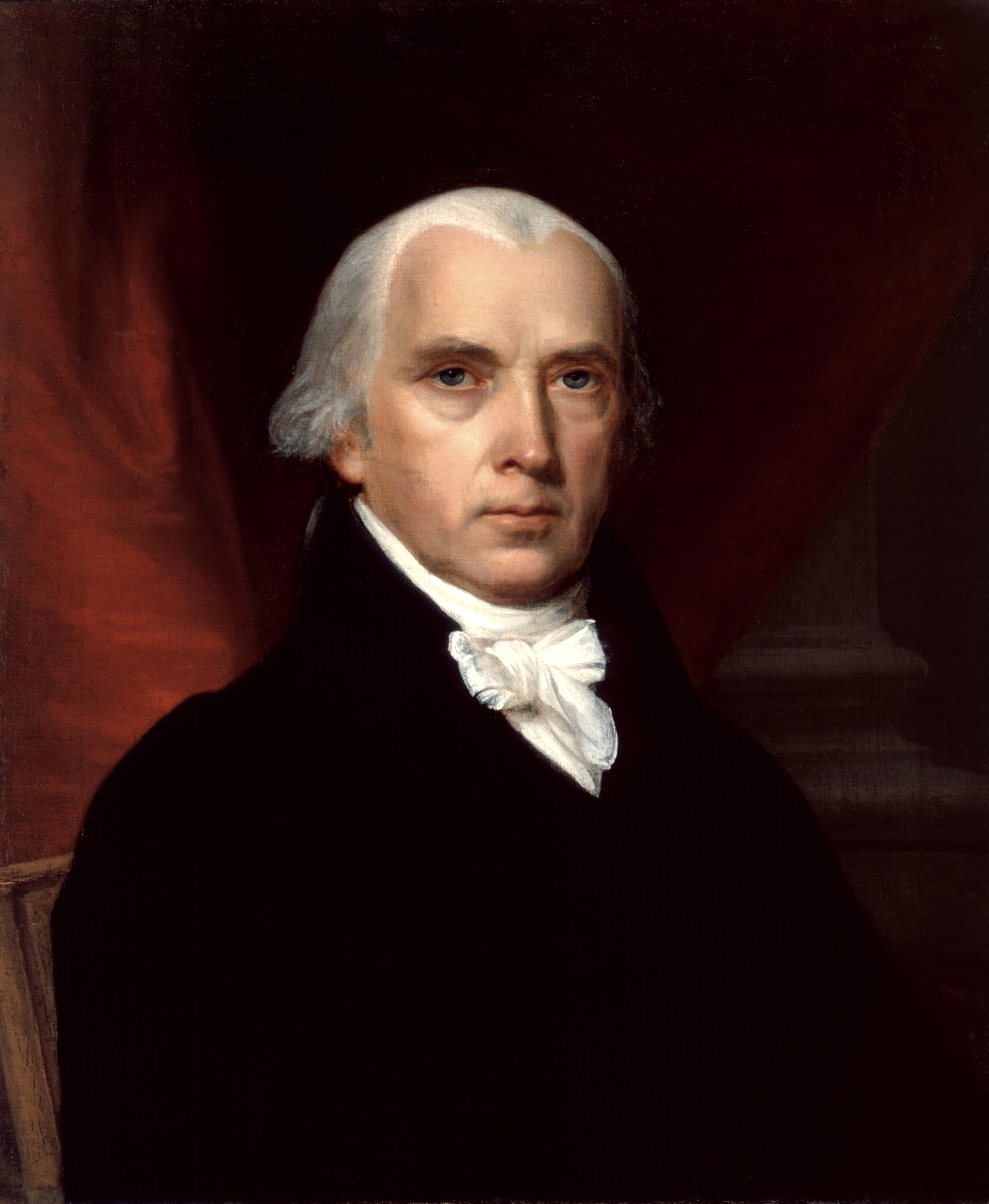
US-Präsident von 1809 bis 1817: James Madison

Nachdem die Bestimmungen des Embargogesetzes mehrfach umgangen worden waren und sich eine breite Opposition gegen Präsident Thomas Jefferson gebildet hatte, setzte dieser schließlich am 1. März 1809 den Embargo Act außer Kraft und ersetzte ihn durch den Non-Intercourse Act. Demzufolge wurde der Handel mit allen Ländern und Gütern mit Ausnahme der kriegführenden Staaten Großbritannien und Frankreich sowie deren Kolonien wieder erlaubt. Die Vereinigten Staaten ließen beiden Ländern jedoch die Option, diese Beschränkungen gegen sie aufzuheben, sobald sie die amerikanischen Seerechte wieder akzeptieren würden.
Am 1. Mai 1810 wurde die Verordnung Macon Bill No. 2 unter dem neuen Präsidenten James Madison erlassen. Demnach werden sämtliche Beschränkungen gegenüber Großbritannien und Frankreich aufgehoben, wenn diese bis 3. März 1811 erklären sollten, die amerikanischen Neutralitätsrechte zu respektieren. Für den Fall der Nichtaufhebung sollten dann wieder die Bestimmungen aus dem Non-Intercourse Act gegenüber diesem Land gelten. Napoleon Bonaparte erklärte umgehend (5. August 1810), dass seine Dekrete aufgehoben seien, beschlagnahmte und kaperte jedoch weiterhin amerikanische Schiffe. Großbritannien indessen beachtete diesen Aufruf erst gar nicht.

## Auswirkungen des Embargos

### Auswirkungen auf die Vereinigten Staaten
Die Folgen für die Vereinigten Staaten durch die Embargogesetze waren für die Bürger deutlich spürbar. So führte die Einstellung der Schifffahrt zu höherer Arbeitslosigkeit unter den Seeleuten, etwa 30.000 Seeleute wurden wegen der Handelsbeschränkungen arbeitslos. Insgesamt erhöhte sich die Arbeitslosigkeit infolge des Embargos um 100.000 Personen.
Zum anderen musste die amerikanische Wirtschaft einen Preisverfall derjenigen Produkte hinnehmen, die üblicherweise nach Europa exportiert wurden. Dies hatte seine Ursache darin, dass es den Bauern nicht möglich war, ihre Güter wie Weizen, Wolle und Tabak an Kaufleute abzusetzen, da diese nun keine Ausfuhren mehr nach Europa durchführen konnten. Somit sammelten sich in den Lagern der Bauern zunehmend Güter, für die es keinen ausreichenden Markt mehr gab.
Hierzu ein Vergleich der von den Embargogesetzen besonders betroffenen Güter:
| Gut                        | Preis 1807 | Preis 1808 |
| -------------------------- | ---------- | ---------- |
| Weizen (Preis je Scheffel) | 1,33       | 1,00       |
| Wolle (Preis je Pfund)     | 0,21       | 0,14       |
| Tabak (Preis je Zentner)   | 6,75       | 3,25       |

Besonders betroffen von dem Embargo waren die amerikanischen Häfen und die damit verbundenen Betriebe. So mussten beispielsweise die amerikanischen Fischereibetriebe wegen des Embargos Einbußen bei den Exporten von getrocknetem und geräucherten Fisch hinnehmen. Auch hier lag der Grund, ähnlich wie bei den Bauern, an der fehlenden Möglichkeit der Kaufleute, Waren nach Europa zu verschiffen. Die Ausfuhr dieser Güter sank von 473.000 Doppelzentner 1807 auf 155.000 Doppelzentner 1808.
Ein weiteres Beispiel ist die Zahl der in den Vereinigten Staaten registrierten Segelschiffe. Nach kontinuierlichem Wachstum in den Vorjahren sank die Zahl 1808 erstmals wieder auf 1242 Schiffe. Im Jahr 1809 stieg die Zahl der registrierten Schiffe sprunghaft auf 1350 aufgrund der Auflösung der Embargogesetze und des nun wieder erlaubten Handels mit ausländischen Häfen.
Folgen für den kompletten Außenhandel in der Zeit vor den Embargogesetzen und nach den Embargogesetzen waren:
- Die amerikanische Ausfuhr fiel von 108.343.150 Dollar 1807 auf 22.430.960 Dollar 1808.
- Die amerikanische Einfuhr fiel von 138.500.000 Dollar 1807 auf 56.990.000 Dollar 1808.
- Die Zolleinkünfte sanken von 16.000.000 Dollar 1807 auf ein paar tausend Dollar 1808.[6]

Die Embargogesetze schadeten demnach der amerikanischen Wirtschaft, jedoch ruinierten sie diese nicht komplett. Dies lag unter anderem daran, dass die amerikanische Staatskasse 1807 einen Überschuss von 17 Millionen Dollar aufwies und damit die Folgen abgefedert werden konnten. Auch die Händler konnten die Einbußen aus dem Embargo überwinden. Diese hatten in den Vorjahren hohe Gewinne erzielt und mussten nun zwar gesunkene Preise für Exportgüter akzeptieren, aber dies konnte durch einen Anstieg der Preise für Importgüter, die noch im Lager der Kaufleute gehalten wurden, kompensiert werden.

### Folgen für Europa
Auf der britischen Seite zeigte das Embargo weitaus weniger Wirkung als auf der amerikanischen.
Der Embargo Act traf vorwiegend britische Manufakturen, die amerikanische Wolle und Tabak verarbeiteten. Diese mussten sich nun auf Produkte aus anderen Ländern einstellen oder zum Teil ihren Betrieb schließen.
Diese Verluste konnten jedoch dadurch begrenzt werden, dass die Briten nun zunehmend Seehandel mit den restlichen europäischen Ländern betreiben konnten, da den amerikanischen Kaufleuten der Handel mit der übrigen Welt durch den Embargo Act verboten war. So konnte Großbritannien beispielsweise den Handel mit Spanien und dessen Kolonien nahezu komplett von den Vereinigten Staaten übernehmen. Zudem mussten britische Handelsschiffe auch kaum französische Angriffe auf See fürchten, da Großbritannien zu dieser Zeit die Gewässer Europas beherrschte.
1808 wurde Großbritannien zudem auch von einer reichen Ernte begünstigt, was den Ausfall der amerikanischen Weizenlieferungen ausglich, so waren für die britische Bevölkerung keine Nahrungsengpässe zu verzeichnen.
Auch auf französischer Seite zeigte das Embargo nahezu keine Wirkung. Napoleon Bonaparte begrüßte die Embargogesetze sogar, da er damit hoffte, dass diese Großbritannien schwächen würden und sich die britisch-amerikanischen Beziehungen verschlechtern würden und er daraus einen Vorteil im laufenden Krieg erlangen könnte.

## Fehler in der Embargopolitik
Es wird davon ausgegangen, dass Jeffersons Embargo für Europa durchaus hätte größere Wirkung haben können, wäre es von längerer Dauer gewesen. Denn durch steigende Lebensmittelpreise und abnehmende Verkäufe von Industriegütern auf britischer Seite wäre die Regierung gezwungen gewesen, die maritime Politik gegenüber den Vereinigten Staaten zu ändern. Einer der Fehler der Embargopolitik unter Jefferson war unter anderem, alle amerikanischen Häfen für sämtlichen Außenhandel zu sperren. So förderte man zum einen den Schwarzhandel durch amerikanische Händler, zum anderen fiel damit auch der Handel mit anderen europäischen Nationen neben Frankreich und Großbritannien aus. Ein Embargo, das nur den Handel mit den beiden Kriegsparteien ausgeschlossen hätte, hätte der amerikanischen Wirtschaft weitaus weniger Schaden zufügen können als ein komplettes Schließen der amerikanischen Häfen, da dann immer noch Handel hätte betrieben werden können.